# Masayoshi Takemura
Masayoshi Takemura (japonès: 武村 正義)  (Tamao, 26 d'agost de 1934 - Ōtsu, 28 de setembre de 2022) va ser un polític japonès. Elegit com a representant del Partit Liberal Democràtic del Japó, el 1993 es va separar per formar el Nou Partit Pioner, abans d'unir-se al recentment format Partit Democràtic del Japó el 1997. Va exercir com a secretari en cap del gabinet i després ministre de finances en el govern japonès de mitjans de la dècada de 1990.

## Primers anys de vida
Takemura va néixer al districte de Gamō a la Prefectura de Shiga en una família de grangers. Inicialment, va estudiar enginyeria a la Universitat de Nagoya, es va graduar a la Universitat de Tòquio estudiant educació i finances. Va començar la seva vida professional com a buròcrata al ministeri de l'Interior.

## Carrera política

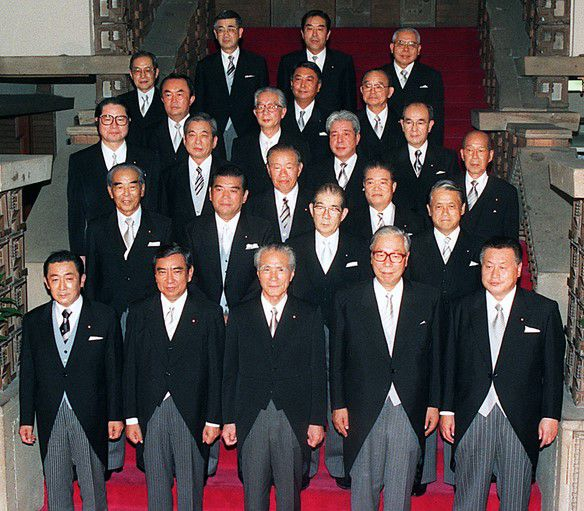
amb membres del Gabinet remodelat de Murayama (a la residència oficial del primer ministre el 8 d'agost de 1995)

Després d'abandonar el ministeri, va ser elegit alcalde de Yōkaichi a la prefectura de Shiga, i després es va convertir en governador de la prefectura de Shiga i va ocupar el càrrec de 1974 a 1986. Va ser elegit a la Cambra Baixa el 1986 com a representant del Partit Liberal Democràtic. El 1993 es va separar del LDP per fundar el New Party Sakigake.
Va participar en el govern de coalició de Morihiro Hosokawa com a secretari en cap del gabinet. Després va ser nomenat ministre de Finances al gabinet de coalició dirigit pel primer ministre Tomiichi Murayama el juliol de 1994.
Descrit com a "franc, pragmàtic i obert", el seu mandat de confrontació al ministeri de finances va portar a Euromoney a descriure'l com "el pitjor ministre de finances de l'any" per al 1995. S'ha especulat que la seva actitud de confrontació cap als funcionaris del Ministeri d'Hisenda prové de la manera en què el govern de Morihiro Hosokawa es va trencar amb la introducció de l’impost sobre el consum, amb els funcionaris del Ministeri d'Hisenda conspirant amb Hosokawa per mantenir a les fosques els socis de la coalició amb els seus plans.